# Wheelie

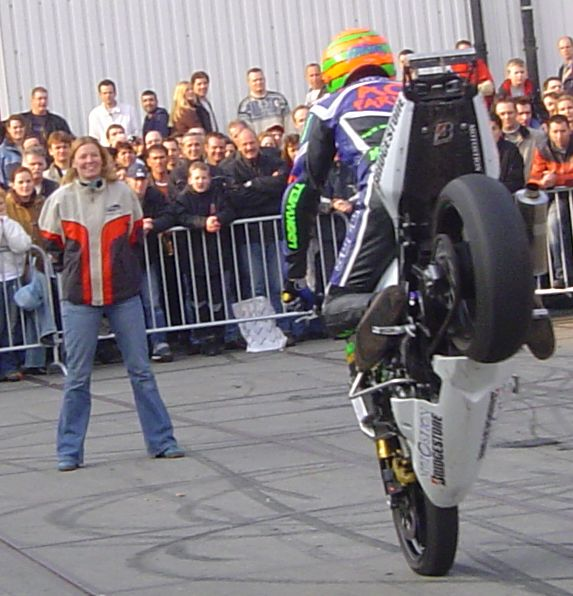

Een wheelie is het zodanig balanceren met een voertuig dat men alleen op het achterwiel rijdt. Dit kan met een fiets of motorfiets, maar ook met een auto of een rolstoel.
Bij een motorfiets wordt een wheelie gewoonlijk veroorzaakt door het “in de ketting klimmen” bij forse acceleratie. Hoewel het goed mogelijk is bij lage snelheid een wheelie te maken, komen onverwachte wheelies voornamelijk voor bij motorfietsen met veel vermogen die ook nog weinig gewicht op het voorwiel hebben.
In de meeste gevallen ontstaat een wheelie echter niet onverwachts: coureurs voeren ze uit om een goed resultaat te "vieren". Wheelies op de openbare weg zijn verboden.
Een wheelie is ook mogelijk op een "gewone" fiets of BMX. Om een wheelie op een fiets te starten kun je in een ruk het stuur naar achteren trekken en tegelijkertijd hard trappen. Een sterke fietser kan ook accelererend een wheelie veroorzaken. 
Om in balans te blijven op een fiets kan men spelen met de achterrem. Als je iets te ver naar achter gaat kun je zachtjes remmen om terug in balans te komen. Als je dreigt te vallen kun je de rem hard indrukken en terugkeren naar een stabiele houding. Hiervoor kun je het beste een handrem monteren, een terugtraprem kan ook gebruikt worden maar vergt veel meer oefening.

## Front wheelie
Een zogenaamde front wheelie of stoppie is een wheelie op het voorwiel van een motorfiets door hard te remmen. Hierbij wordt door dynamische aslastverplaatsing het achterwiel in de lucht getrokken en rijdt de motor dus alleen op het voorwiel. Bij freestyle motocross wordt dit als oefening uitgevoerd.

## Wheeliebar

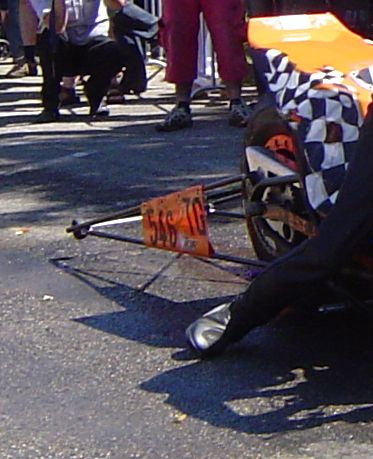
wheeliebar

Bij motorsprint en dragrace wordt zeer snel geaccelereerd met motorfietsen die een zeer hoog motorvermogen en banden met veel grip hebben. Hierdoor kan de motorfiets zelfs achteroverslaan. Daarom worden bij deze sporten wheeliebars (ook wel: roll bars) gebruikt. Dit zijn stangenstelsels met kleine wieltjes die achter aan de motorfiets worden gemonteerd. Bij een wheelie raken de kleine wielen de grond en voorkomen ze het achteroverslaan.